# Pla de Buc
Es Pla de Buc és una zona del municipi de Santa Maria del Camí (Mallorca) compresa entre les antigues alqueries de Passatemps (ara Son Seguí), la Cavalleria (ara el nucli del poble), Albiar (ara Terrades i Son Barca) i es Torrent Fals. L'indret també és conegut amb la denominació d'es Vinyet, ja que es tracta d'una zona essencialment vitícola des de temps molt antics (sobretot des del segle xvi i XVII).

## Història
Buc va ser primer el nom d'una possessió que ocupava l'espai de l'antiga alqueria d'Arroengat, documentada el 1246. En el repartiment de Mallorca correspongué a Bernat de Santa Eugènia i després passà als germans Guillem i Pere Figuera. L'alqueria ja es fragmentà en el segle xiii. Entre 1240 i 1259 la família des Buc es possessionà d'una part de la propietat i en el segle xiv ja es documenta el topònim Buc.
En l'actualitat hi ha unes cases velles, probablement les del Buc antic, anomenades Can Quart. En aquestes cases hi havia una finestra renaixentista (ara conservada a la Residència de Cas Metge Rei) i altres elements arquitectònics antics.

## Es Vinyet
Es Vinyet és el nom que pren la zona de vinyes d'es Pla de Buc i àrees properes (es Bassol, sa Síquia d'en Sastre, terrenys propers a es Torrent Fals, etc.). Si bé en un primer moment l'ocupació del terreny amb cultius cerealistes va ser més important, en el segle xvi i XVII s'imposaren les vinyes, que en el segle xix tengueren una gran expansió i que, fins i tot després de la crisi de 1891 deguda a la fil·loxera, han predominat al Pla de Buc fins a l'actualitat.